# Werder/Spree
Werder/Spree (seit dem 21. April 2004, vorher Werder; niedersorbisch Łucka) ist ein Ortsteil der Gemeinde Tauche in Brandenburg mit rund 110 Einwohnern. Das 1376 urkundlich erstmals erwähnte Dorf liegt in der Spreeniederung am Südrand des Landkreises Oder-Spree an der Grenze zum Unterspreewald. Die wald- und wasserreiche Gemarkung Werders umfasst mehrere Schutzgebiete. Über Jahrhunderte land- und forstwirtschaftlich geprägt, gewinnt der naturnahe Tourismus zunehmend Bedeutung für das Wirtschaftsleben des Dorfes.

## Geografie und Naturraum

### Lage und Geologie
Die 578 Hektar umfassende Gemarkung Werders liegt auf dem südwestlichen Ausläufer der Beeskower Platte zum Spreetal hin. Die Spree fließt in diesem Flussabschnitt in der glazialen Brieschter Talung unter dem Namen Krumme Spree von West nach Ost und trennt die Beeskower Platte von der südlich anschließenden Lieberoser Platte. Nach Norden erstreckt sich die Gemarkung bis an den Rand des Schwenowsees und grenzt hier wie auch im Westen an Schwenow, das zum Storkower Ortsteil Limsdorf gehört.
Die Westgrenze bildet eine kleine Rinne zwischen dem Schwenowsee und der Spree, in der heute noch zwei kleinere Wasserläufe vorhanden sind. Im nebenstehenden Schmettauschen Kartenwerk von 1767/87 ist diese Rinne noch als ausgeprägte sumpfige Niederung eingezeichnet, die über den Werderschen Damm passiert werden konnte. Im Südwesten und Süden bildet die Krumme Spree weitgehend die Grenze des Dorfgebiets, nur kleinere Abschnitte südlich des Flusses gehören zu Werder. Hier schließen sich die Gebiete Pretschens und Plattkows an, Ortsteile der Gemeinde Märkische Heide im Landkreis Dahme-Spreewald in der Niederlausitz. Im Osten reicht die Gemarkung Werders bis an den Blabbergraben beziehungsweise an die vermoorte Drobschseerinne (siehe folgender Abschnitt) heran. Jenseits dieser natürlichen Grenze folgen die Gemarkungen Görsdorfs und Kossenblatts, die wie Werder zur Gemeinde Tauche gehören. Das kleine Dorf selbst liegt am Südrand seiner Gemarkung direkt an der Spree.

### Schutzgebiete

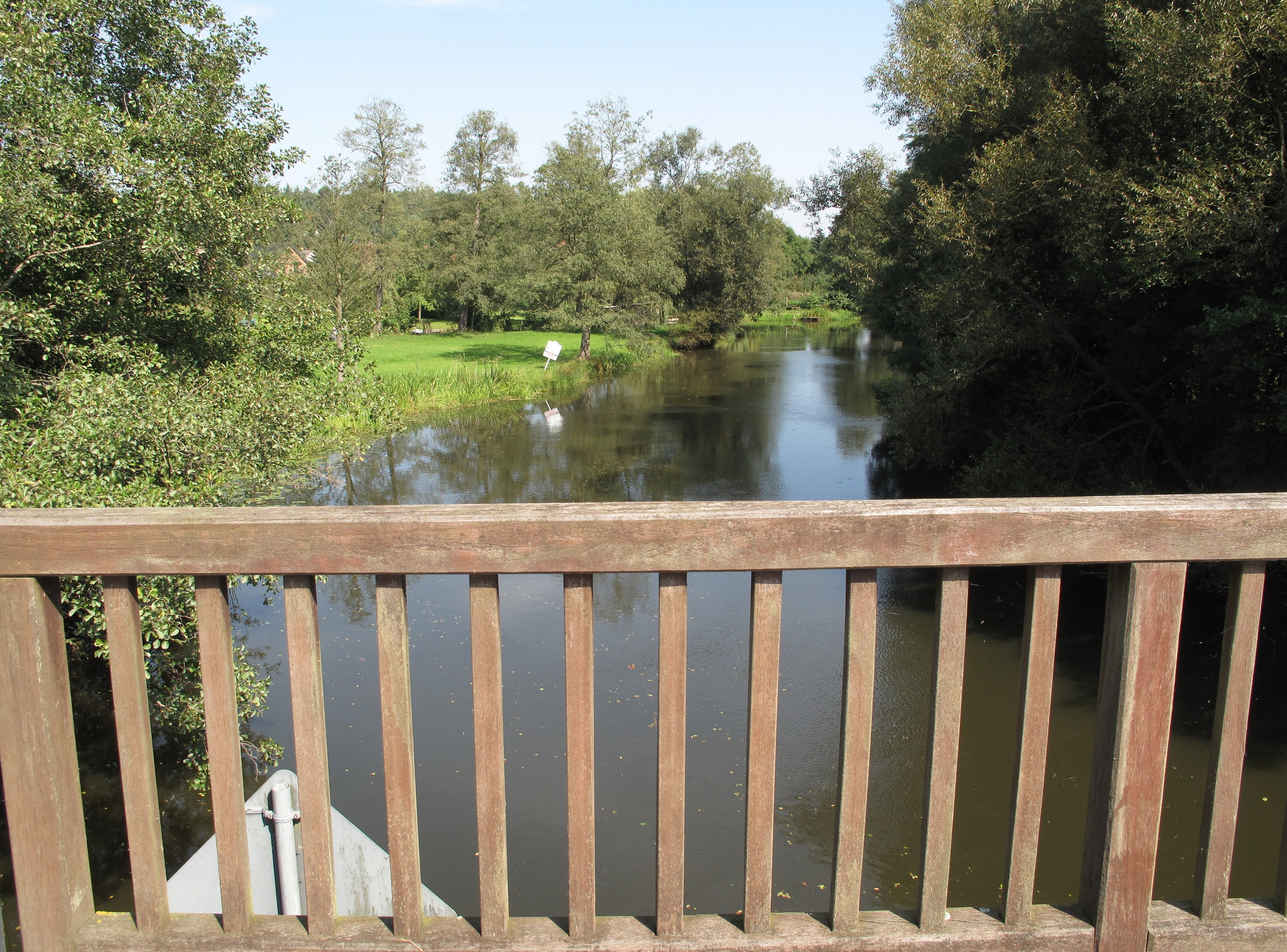
Blick von der Spreebrücke Werder über die geschützte Flussaue der Spree

Der überwiegende Teil der Gemarkung Werders gehört zum Naturpark Dahme-Heideseen. Werder hat ferner Anteil an dem Landschaftsschutzgebiet Krumme Spree. Zudem gehören Teile des Naturschutzgebiets Schwenower Forst und im Osten dessen Naturentwicklungsgebiet Drobschseerinne zu Werder. Auf der Schmettauschen Karte zieht sich der Drobschsee noch bis zur Spree. Heute liegt das Südende des Sees gleichauf mit dem Südende des benachbarten Schwenowsees. Das restliche Seestück ist inzwischen vermoort und wird vom letzten Abschnitt des Blabbergrabens zur Spree entwässert. Die gesondert geschützte Zone Drobschseerinne umfasst den (Rest-)Drobschsee und diesen Blabbergrabenabschnitt. Die Flussaue der Spree ist als FFH-Gebiet Spree Teil des kohärenten europäischen ökologischen Netzes besonderer Schutzgebiete Natura 2000. Der Steckbrief des Bundesamtes für Naturschutz (BfN) charakterisiert das 2324 Hektar umfassende FFH-Gebiet unter der Nummer 3651-303 wie folgt: Landesweit bedeutsames Fließgewässer mit herausragender Verbindungs- und Ausbreitungsfunktion für Fischotter, Biber und zahlreiche Fischarten, Aue mit typischen Lebensräumen.

### Verkehrsanbindung und Spreebrücken
Um das Landschaftsbild des Flusstals nicht zu beeinträchtigen, wurde die 1991 erbaute Spreebrücke Werder komplett aus Holz gefertigt. Die Brücke führt die einzige Straßenverbindung Werders, die Kreisstraße K 6726, und den Spreeradweg über den Fluss. Nach Norden bindet die Kreisstraße den Ort über Schwenow an Limsdorf an und endet dort an der Landesstraße L 42. Im Süden im Landkreis Dahme-Spreewald wird die Straße auf der Gemarkung Plattkows als K 6118 bis zur L 443 zwischen Kossenblatt und Wittmannsdorf weitergeführt.
Unmittelbar südlich des Dorfkerns wurden 2012 zwei Altarme der Spree entschlammt und wiederverbunden. Die Maßnahme erfolgte im Rahmen des „Entwicklungskonzeptes für die Renaturierung der Altarme der Spree“ nach der EU-Wasserrahmenrichtlinie (WRRL) zur naturnahen Entwicklung von Fließgewässern und soll insbesondere den Lebensraum für fließgewässertypische Arten erschließen. Mit der Sanierung musste auch der Seitenarm für die Kreisstraße überbrückt werden, sodass 2012 rund 100 Meter nördlich der Spreebrücke Werder eine weitere, ähnlich konstruierte Brücke gebaut wurde.

## Geschichte

### Urzeit bis Hochmittelalter
Archäologische Funde und die Bodendenkmale in Werder deuten auf eine Besiedlung des Ortes bereits in urgeschichtlicher Zeit hin. Aus der Steinzeit (Mesolithikum und Neolithikum) und aus der Bronzezeit sind Siedlungen beziehungsweise Rast- und Werkplätze nachgewiesen. Im Frühmittelalter bestand in Werder eine slawische Siedlung.
Die Region wurde im 12. Jahrhundert im Zuge der Deutschen Ostsiedlung aus dem Wettinischen heraus besiedelt und war Bestandteil der späteren Herrschaft Beeskow-Storkow in der Markgrafschaft Lausitz (erst 1575 fiel Beeskow-Storkow faktisch an Brandenburg). Storkow, gelegen an der Nordgrenze der Lausitz und Zentrum der Herrschaft Storkow, wurde im Jahr 1209 ersterwähnt, die Burg Storkow wahrscheinlich um 1150 angelegt. Ob die deutsche Besiedlung Werders noch im Hochmittelalter oder erst im Spätmittelalter erfolgte, ist unbekannt. Sicher ist, dass rund vier Kilometer nördlich am Blabbergraben eine deutsche Adelsburg aus dem 12. bis 13. Jahrhundert stand, das heutige Bodendenkmal Räuberberg. Das benachbarte Kossenblatt wurde 1208 (Coscenblot) erstmals schriftlich verzeichnet.

### Ersterwähnung und Namensgebung

#### Lehnsurkunde von 1376 für die von Queiß
Die erste urkundliche Erwähnung Werders erfolgte 1376 als Dorff czu Werdir in einem Lehnsbrief der von Strele, Herren zu Beeskow und Storkow, für die Ritter von Queiß. Danach wurden die Brüder Queiß unter anderem mit den Dörfern Schauen, Dahmsdorf, Wendisch-Rietz und Werder nebst Drobschmühle sowie mit Hebungen im Dorf Krausnick belehnt. In der Urkunde heißt es:

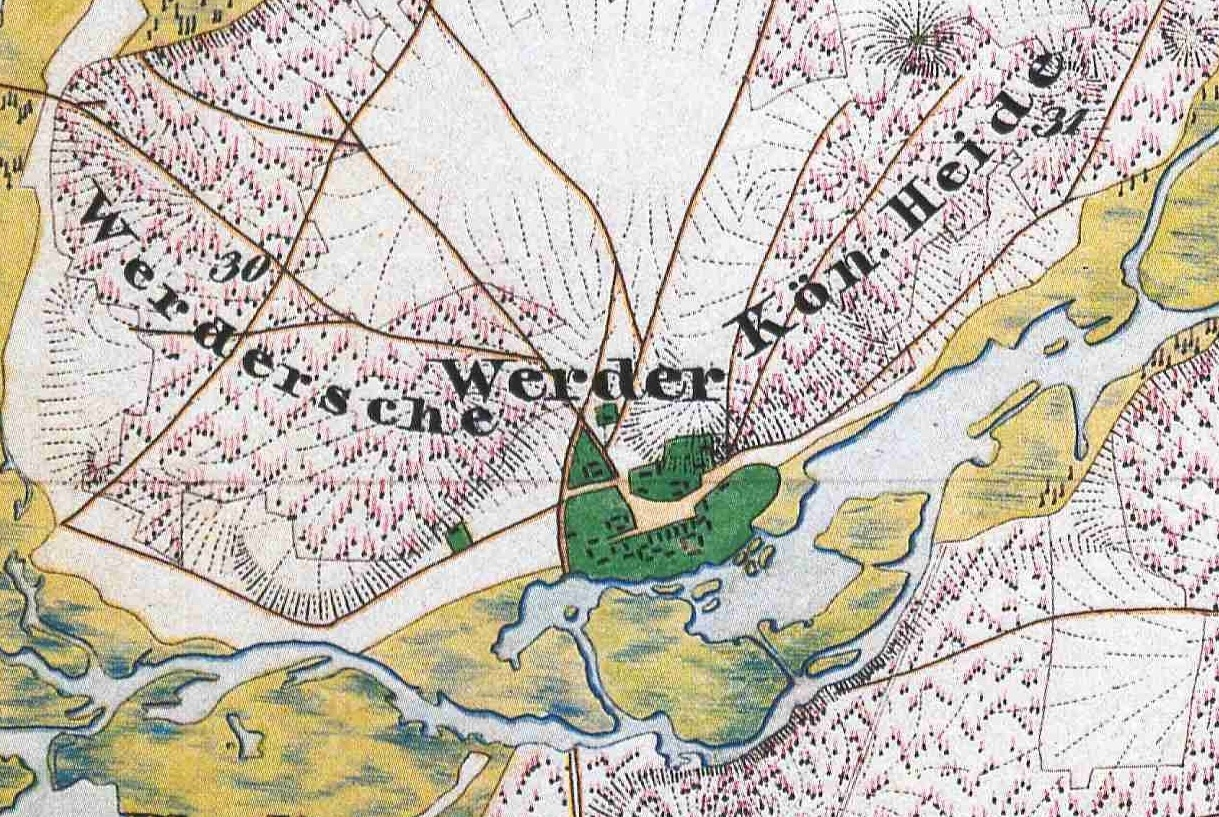
Werder und Spreebogen in der Preußischen Uraufnahme von 1846

„Ouch leyen wyr en dass Dorff zcu Werdir mit allen Gnaden und mit allen Rechten ouch leyen wyr en dene Sehe und die Weyde doselbst uff unsser Heide. Ouch leyen wir den genannten die Drobschmole und auch vor den Dienst im Dorffe Krusenigk [Krausnick] 15 Malter, halb Korn und halb Hafer, 38 ½ Groschen Zins, 15 Hühner, 15 Swilken Flachs […].“

#### Etymologie Werder und Łucka
Unter dem Namen Werder (aus Werdir) ist das Dorf erstmals 1490 belegt. Der sehr häufig vorkommende deutsche Ortsname Werder ist eine topografische Bezeichnung für die Landschaft Werder. Ursprünglich in der Bedeutung Flussinsel nachgewiesen, steht Werder in der mittelniederdeutschen Grundform in der Regel für Siedlung oder Halbinsel auf vom Wasser umgebenen Land, bezieht sich hier also auf die Lage des Dorfes an einem Spreebogen.
Der niedersorbische Name Łucka ist die Verkleinerungsform von łuka = Wiese → Wieschen, kleine Wiese (vgl. hierzu den slowakischen Ortsnamen Lúčka). Allerdings ist es unklar, ob es sich bei Łucka um den historischen slawischen Ortsnamen handelt. Der Name geht – wie nahezu alle niedersorbischen Namensformen der Region – auf Arbeiten des sorbischen Volkskundlers Arnošt Muka aus dem 19./20. Jahrhundert zurück. Von wenigen Ausnahmen abgesehen handelt es sich dabei um jüngere Formen, um Deutungen oder Neuschöpfungen Mukas.

### Entwicklung 1416 bis 1736
Am 16. Juni 1416 bestätigte Hans von Bieberstein, Herr zu Beeskow, den erbar und woltuchtigen Knechten Diprande und Nickel Gebrüdere genannt die Quiße das Lehen des Dorfes Werder gantz mit allir Gerechtigkeit und Zugehorunge. Spätestens 1542 ging Werder von den von Queiß in den Besitz des Ritterguts Kossenblatt, bei dem es bis 1736 verblieb. Das Gut Kossenblatt war von 1521 bis 1577 im Besitz der von Weilsdorf. 1576 werden für Werder neun Bauern, drei Kossäten und ein Häusler genannt. Nach einem zweijährigen Zwischenbesitz der von Hohenstein kamen Kossenblatt und Werder 1580/1582 zu den von Oppen. Neben dem vom brandenburgischen Oberkammerherren Georg von Oppen erworbenen Gut und Herrenhaus Kossenblatt wurde zwischen 1705 und 1712 das später königliche Schloss Kossenblatt errichtet.
Im Jahr 1600 gab es in Werder 15 ½ Bauernhufen, drei Kossäten und einen Hirten. Der Dreißigjährige Krieg (1618 bis 1648) hinterließ in Werder deutliche Spuren. 1652 lagen viele Höfe wüst. Die Äcker waren zum Teil verwachsen, noch brauchbare Äcker wurden zum Teil von der Herrschaft benötigt. Noch 1692 beklagte der Herr von Oppen, dass die Untertanen viele wüste Äcker unter sich hätten und das meiste nach wie vor verwachsen sei; im Einzelnen listete er auf:
- 15 ½ Bauernhufen insgesamt

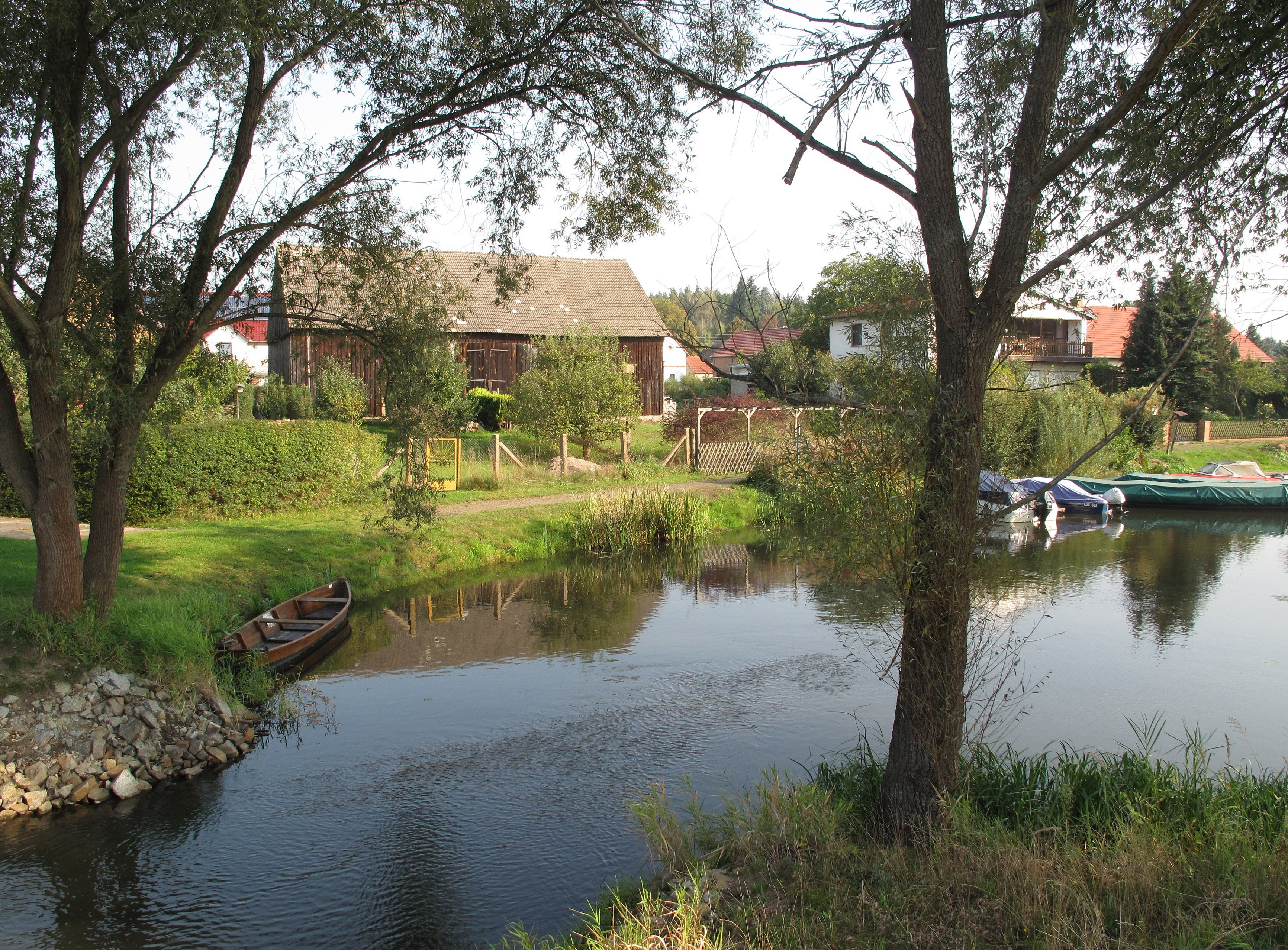
Alte Scheune am Seitenarm der Spree

- Hufen der besetzten Hüfner zu 10 Scheffel, 8 Metzen Winter- und 3 Scheffel Sommersaat
- Gesamtaussaat der wüsten Hüfner: 1 Wispel, 15 Scheffel Winter- und 9 Scheffel Sommersaat
- ein Kossät zu 8 Scheffel, 4 Metzen Winter- und 9 Scheffel Sommersaat
- ein Kossät zu 8 Scheffel, 4 Metzen Winter- und 3 Scheffel, 8 ½ Metzen Sommersaat
- = gesamt 4 Wispel, 10 Scheffel, 8 Metzen Winter- und 1 Wispel, 8 Scheffel, 1 ½ Metzen Sommersaat
- 3 geringe Felder; gewinnen das 3. Korn, falls nicht Wasserschaden eintritt
- je Bauer 7 Fuder Heu, je Kossät 5 Fuder; müssen Hütung im kurfürstlichen Amt mieten
- notdürftig Brennholz auf den Hufen, halten keine Schafe; etwas Rohrung; Fischerei mit der Wathe[A 4] auf der Spree.[16]

Im Jahr 1699 erwarb der Generalfeldmarschall Hans Albrecht von Barfus das Land von Friedrich Wilhelm von Oppen (1664–1709), mit dem er über seine Großmutter Catharina von Oppen verwandt war.

### Entwicklung 1736 bis 1899
Von den Nachfahren des 1704 verstorbenen Hans Albrecht von Barfus kaufte 1736 der „Soldatenkönig“ Friedrich Wilhelm I. das Gut und Schloss Kossenblatt, das er gelegentlich als Jagdschloss nutzte. Stammsitz des Königs blieb das Schloss Königs Wusterhausen. Zugehörig nunmehr dem Amt Kossenblatt beziehungsweise nach 1822 dem Amt Trebatsch, blieb Werder bis 1872 unter der Herrschaft Königs Wusterhausens.
Im Jahr 1745 waren in Werder zwei Bauern und fünf Kossäten ansässig, zudem werden erstmals ein Vorwerk und eine Meierei angegeben. 1774 zählte Werder 88 Einwohner, die sich nach einer Angabe für 1775 auf 15 Feuerstellen aufteilten (sechs Bauern, ein Kossät, acht Büdner und andere). 1801 war die Einwohnerzahl auf 105 gestiegen, darunter ein Einlieger, die insgesamt 18 ½ Hufen bewirtschafteten. Für das gleiche Jahr ist ein Krug verzeichnet. 1837 lebten 136 Einwohner in 17 Wohnhäusern. Im Jahr 1858 wurde ein Teil Werders als Schutzbezirk dem Gutsbezirk des Forstreviers Schwenow unterstellt.
Weitere Angaben für das Jahr 1858:
- 179 Einwohner
- ein öffentliches Gebäude, 21 Wohnhäuser und 44 Wirtschaftsgebäude
- 1364 Morgen gesamt, bestehend aus: 5 Morgen Gehöfte, 34 Morgen Gartenland, 727 Morgen Acker, 566 Morgen Wiese, 32 Morgen Weide.

Zwischen 1858 und 1895 sank die Einwohnerzahl von 179 auf 149.

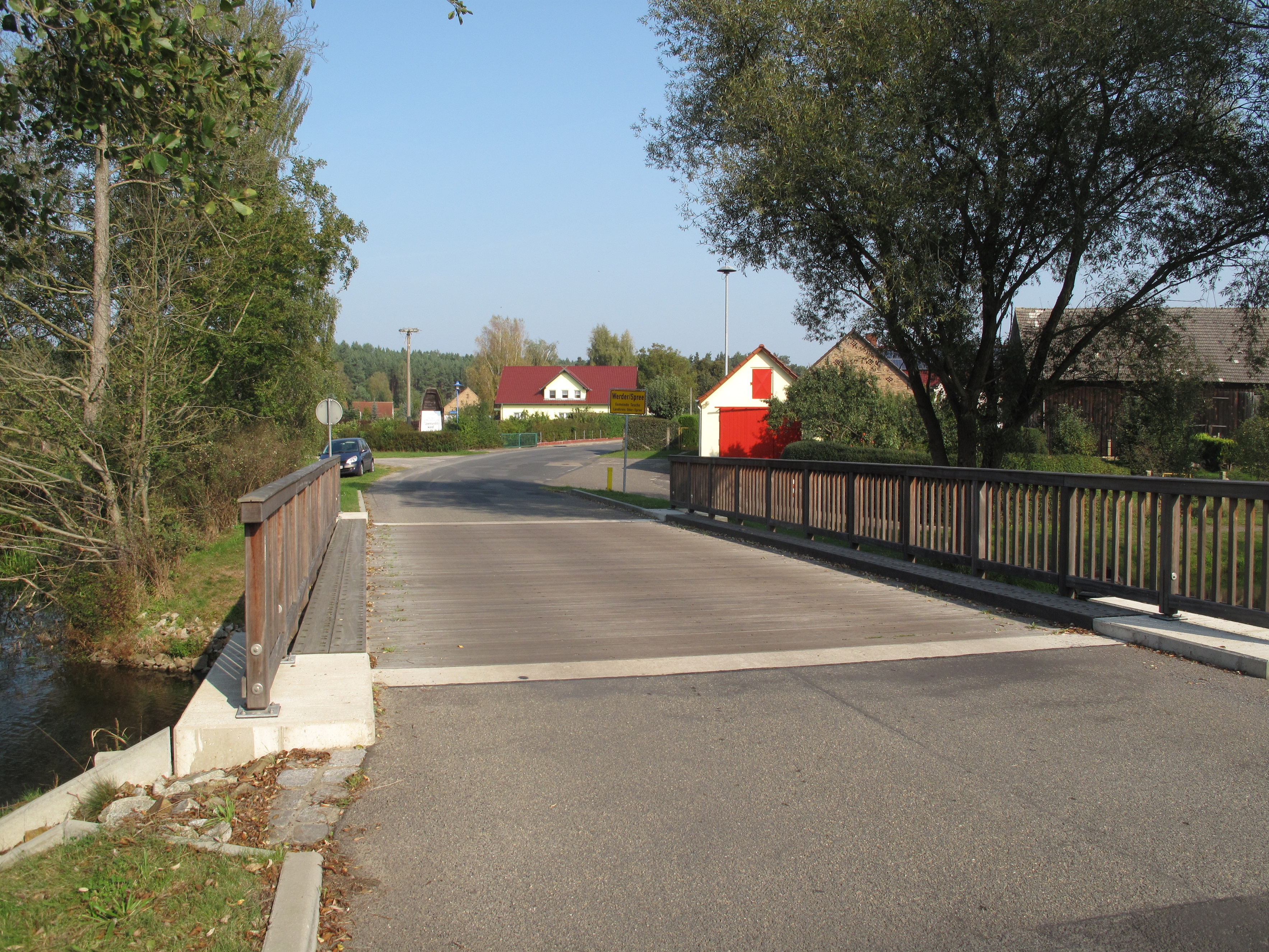
Südlicher Dorfeingang an der Seitenarm-Brücke von 2012

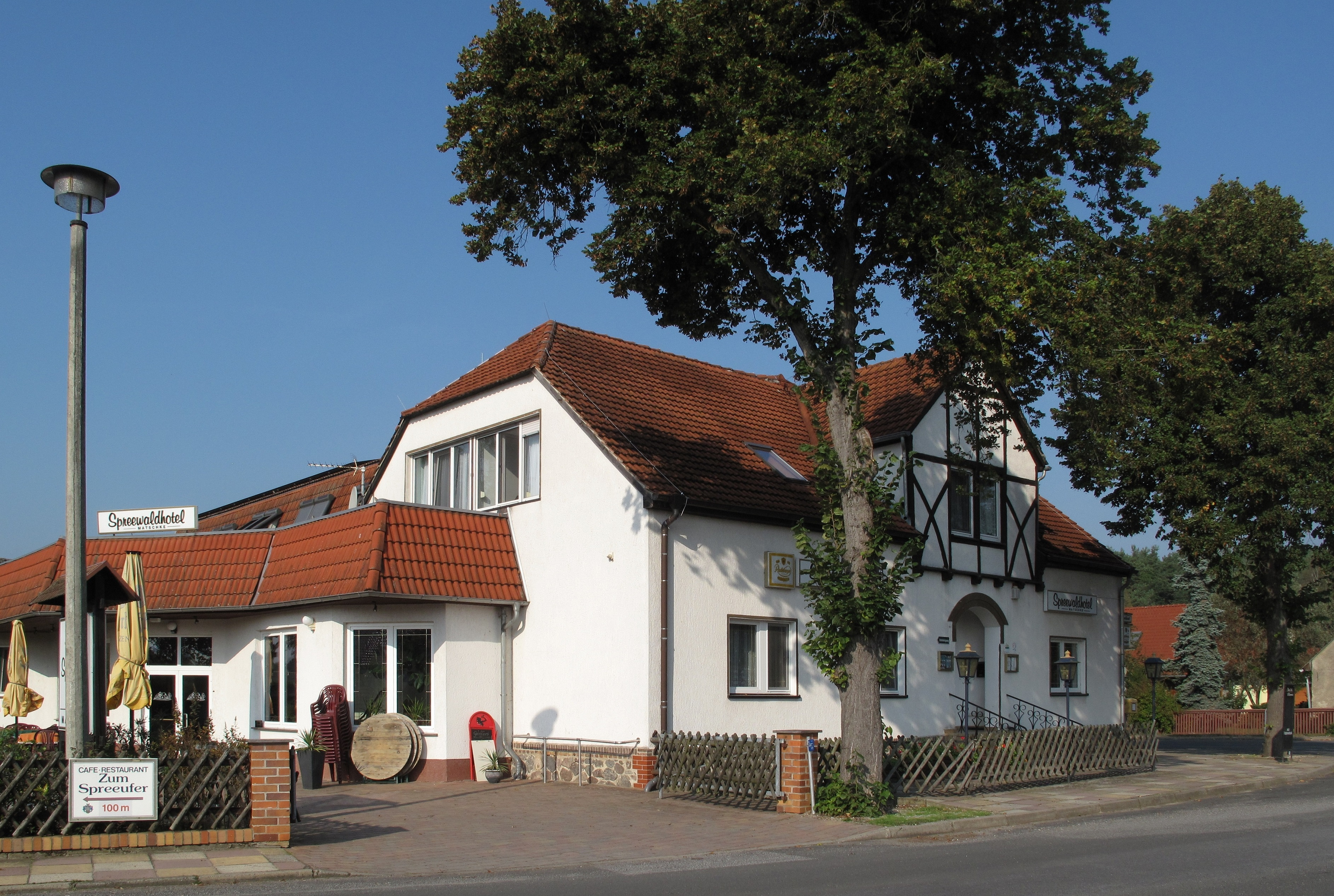
Spreewaldhotel

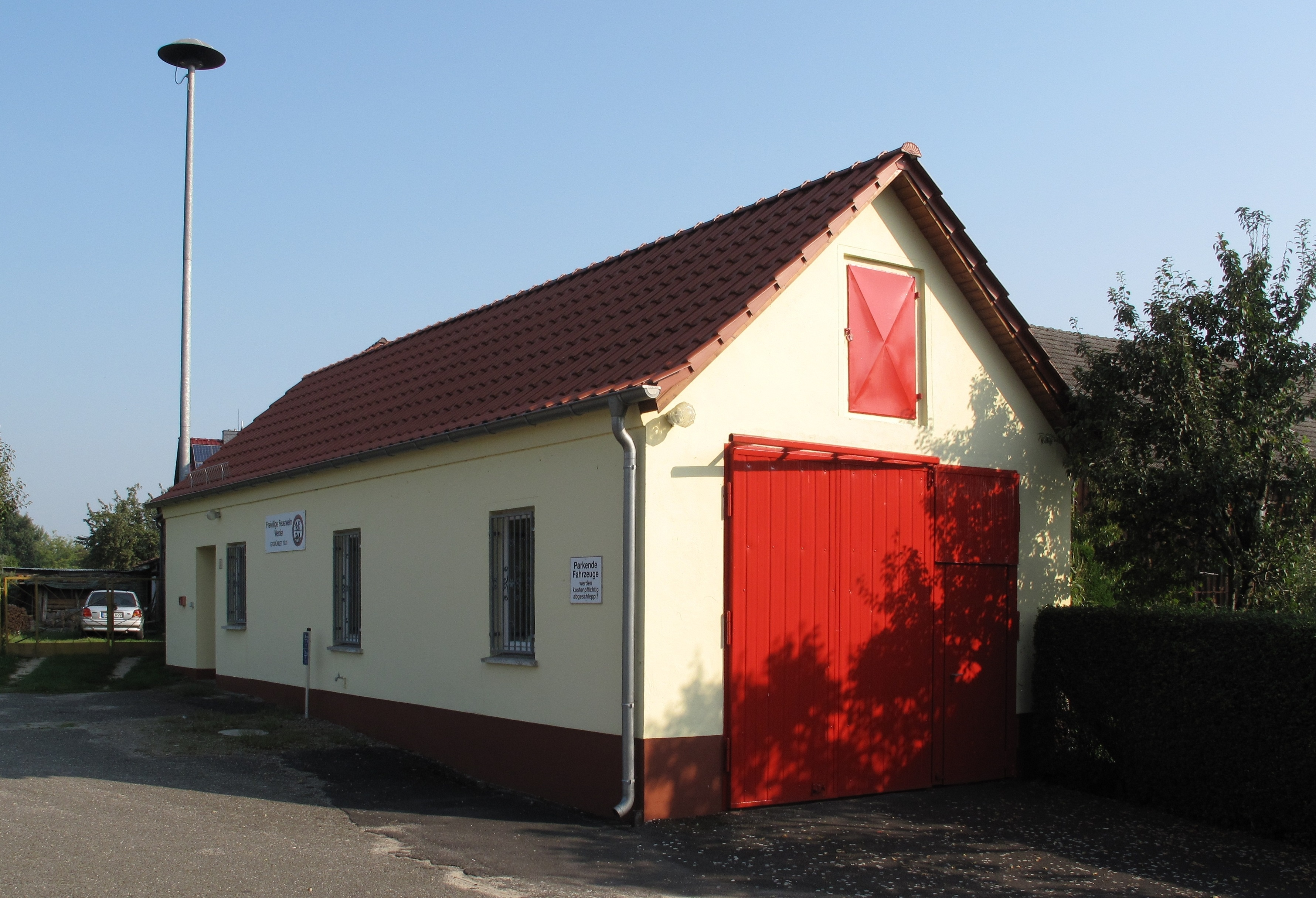
Feuerwehrhaus der Freiwilligen Feuerwehr

### 20. und 21. Jahrhundert
Im Jahr 1900 wurden 23 Häuser gezählt. Das Land erstreckte sich über 353 Hektar, davon 158 ha Acker und Gartenland, 101 ha Wiese, 20 ha Weide und 23 ha Forst. 1929 wurde der Gutsbezirk Schwenow aufgelöst und der anteilige Forst wieder in Werder eingegliedert, sodass sich die Fläche auf 554 ha erweitert hatte (Angabe für 1931). Für 1939 sind 144 Einwohner und 23 land- und forstwirtschaftliche Betriebe angegeben, die sich wie folgt aufteilten: 5 Betriebe mit 20–100 ha, 5 mit 10–20 ha, 5 mit 5–10 ha und 8 mit 0,5–5 ha. Nach dem Zweiten Weltkrieg, 1946, stieg die Einwohnerzahl mit 178 noch einmal auf den Höchststand von 1858, nahm dann aber kontinuierlich ab über 101 im Jahr 1964 und 83 im Jahr 1971 auf 74 im Jahr 1981.
In der sogenannten „Kollektivierungsphase“ der DDR zwischen 1952 und 1960 mit dem staatlich organisierten Zusammenschluss von privaten Betrieben zu genossenschaftlichen Großbetrieben entstand 1958 in Werder eine Landwirtschaftliche Produktionsgenossenschaft (LPG) vom Typ I mit 19 Betrieben, 15 Mitgliedern und 172 ha bewirtschafteter Nutzfläche, davon 77 ha Acker. 1960 wurde die LPG in zwei LPG vom Typ I aufgeteilt, 1963 wieder zusammen- und 1974 an die LGP Kossenblatt vom eher seltenen Typ III angeschlossen.
Seit der Deutschen Wiedervereinigung 1990 wirbt das Dorf an der Spree zunehmend mit seinem Wald- und Wasserreichtum, präsentiert sich als idealer Erholungsort und lädt auf neu gebauten und/oder ausgebauten Straßen, Brücken und Wegen zu Wanderungen, Fahrradtouren und Reitausflügen ein. Für Radtouristen wurde an der Spreebrücke Werder ein Rastplatz errichtet. Mehrere Gaststätten haben sich auf den Tourismus eingestellt und bieten zum Teil „Spreewaldtypische Kost“, Kutsch- und Kremserfahrten an.

## Kommunale Einrichtungen
Werder ist hinsichtlich der Einwohnerzahl (rund 110) der kleinste Ortsteil der amtsfreien Gemeinde Tauche. In der Gemeindeversammlung Tauche ist das Dorf durch einen Ortsvorsteher vertreten. Während in den anderen elf Ortsteilen der dreiköpfige Ortsbeirat beibehalten wurde, wurde der Ortsbeirat Werders – zuletzt ohnehin nur noch mit zwei Personen besetzt – auf Beschluss der Gemeindeversammlung im Januar 2014 aufgelöst. Für wichtige Belange Werders könne auf Antrag des Ortsvorstehers eine Einwohnerversammlung durchgeführt werden. Für Zusammenkünfte steht ein Gemeinschaftshaus zur Verfügung. Um den Brandschutz des Dorfs kümmert sich die Freiwillige Feuerwehr Werder, die über ein Löschfahrzeug verfügt.
Einen Kirchbau hat es in Werder nie gegeben. In den Stichjahren 1600 und 1897 war Werder in Kossenblatt eingekircht, heute Teil der Evangelischen Kirchengemeinde Tauche in der Evangelischen Kirche Berlin-Brandenburg-schlesische Oberlausitz.